# Grand Prix automobile de Las Vegas 1999
Navigation
Édition suivante
Le Grand Prix de Las Vegas 1999, disputé sur le 7 novembre 1999 sur le Las Vegas Motor Speedway est la huitième et dernière manche de l'American Le Mans Series 1999.

## Course

### Classement de la course
Classement final de la course (vainqueurs de catégorie en gras), :
| Pos.   | Catégorie | N° | Écurie                                 | Pilotes                                      | Châssis                    | Pneus | Tours/Abandon |
| Pos.   | Catégorie | N° | Écurie                                 | Pilotes                                      | Moteur                     | Pneus | Tours/Abandon |
| ------ | --------- | -- | -------------------------------------- | -------------------------------------------- | -------------------------- | ----- | ------------- |
| 1      | LMP       | 42 | BMW Motorsport Schnitzer Motorsport    | JJ Lehto Steve Soper                         | BMW V12 LMR                | M     | 129           |
| 1      | LMP       | 42 | BMW Motorsport Schnitzer Motorsport    | JJ Lehto Steve Soper                         | BMW S70 6.0 L V12          | M     | 129           |
| 2      | LMP       | 43 | BMW Motorsport Schnitzer Motorsport    | Joachim Winkelhock Bill Auberlen             | BMW V12 LMR                | M     | 129           |
| 2      | LMP       | 43 | BMW Motorsport Schnitzer Motorsport    | Joachim Winkelhock Bill Auberlen             | BMW S70 6.0 L V12          | M     | 129           |
| 3      | LMP       | 75 | DAMS                                   | Jean-Marc Gounon Christophe Tinseau          | Lola B98/10                | P     | 128           |
| 3      | LMP       | 75 | DAMS                                   | Jean-Marc Gounon Christophe Tinseau          | Judd GV4 4.0 L V10         | P     | 128           |
| 4      | LMP       | 2  | Panoz Motor Sports                     | Johnny O'Connell Jan Magnussen               | Panoz LMP-1 Roadster-S     | M     | 128           |
| 4      | LMP       | 2  | Panoz Motor Sports                     | Johnny O'Connell Jan Magnussen               | Ford (Élan-Yates) 6.0 L V8 | M     | 128           |
| 5      | LMP       | 36 | Doran Lista Racing Jim Matthews Racing | Stefan Johansson Jim Matthews                | Ferrari 333 SP             | M     | 127           |
| 5      | LMP       | 36 | Doran Lista Racing Jim Matthews Racing | Stefan Johansson Jim Matthews                | Ferrari F310E 4.0 L V12    | M     | 127           |
| 6      | LMP       | 16 | Dyson Racing                           | Elliott Forbes-Robinson James Weaver         | Riley & Scott Mk III       | G     | 126           |
| 6      | LMP       | 16 | Dyson Racing                           | Elliott Forbes-Robinson James Weaver         | Ford 5.0 L V8              | G     | 126           |
| 7      | LMP       | 12 | Doyle-Risi Racing                      | Alex Caffi Wayne Taylor                      | Ferrari 333 SP             | P     | 125           |
| 7      | LMP       | 12 | Doyle-Risi Racing                      | Alex Caffi Wayne Taylor                      | Ferrari F310E 4.0 L V12    | P     | 125           |
| 8      | LMP       | 11 | Doyle-Risi Racing                      | Max Angelelli Didier de Radiguès             | Ferrari 333 SP             | P     | 125           |
| 8      | LMP       | 11 | Doyle-Risi Racing                      | Max Angelelli Didier de Radiguès             | Ferrari F310E 4.0 L V12    | P     | 125           |
| 9      | GTS       | 92 | Dodge Viper Team Oreca                 | Karl Wendlinger Tommy Archer                 | Dodge Viper GTS-R          | M     | 120           |
| 9      | GTS       | 92 | Dodge Viper Team Oreca                 | Karl Wendlinger Tommy Archer                 | Dodge 8.0 L V10            | M     | 120           |
| 10     | LMP       | 15 | Hybrid R&D                             | Chris Bingham Rick Sutherland Dave Cutler    | Riley & Scott Mk III       | Y     | 120           |
| 10     | LMP       | 15 | Hybrid R&D                             | Chris Bingham Rick Sutherland Dave Cutler    | Ford 5.0 L V8              | Y     | 120           |
| 11     | GTS       | 91 | Dodge Viper Team Oreca                 | Olivier Beretta David Donohue                | Dodge Viper GTS-R          | M     | 120           |
| 11     | GTS       | 91 | Dodge Viper Team Oreca                 | Olivier Beretta David Donohue                | Dodge 8.0 L V10            | M     | 120           |
| 12     | GTS       | 3  | Corvette Racing                        | Chris Kneifel Ron Fellows                    | Chevrolet Corvette C5-R    | G     | 118           |
| 12     | GTS       | 3  | Corvette Racing                        | Chris Kneifel Ron Fellows                    | Chevrolet 7.0 L V8         | G     | 118           |
| 13     | GT        | 23 | Manthey Racing Alex Job Racing         | Dirk Müller Cort Wagner                      | Porsche 911 GT3 R (996)    | M     | 117           |
| 13     | GT        | 23 | Manthey Racing Alex Job Racing         | Dirk Müller Cort Wagner                      | Porsche 3.6 L Flat-6       | M     | 117           |
| 14     | GTS       | 08 | Roock Motorsport North America         | Claudia Hürtgen André Ahrlé                  | Porsche 911 GT2            | Y     | 117           |
| 14     | GTS       | 08 | Roock Motorsport North America         | Claudia Hürtgen André Ahrlé                  | Porsche 3.8 L Turbo Flat-6 | Y     | 117           |
| 15     | GT        | 7  | Prototype Technology Group             | Peter Cunningham Brian Cunningham            | BMW M3                     | Y     | 115           |
| 15     | GT        | 7  | Prototype Technology Group             | Peter Cunningham Brian Cunningham            | BMW 3.2 L I6               | Y     | 115           |
| 16     | GT        | 17 | Contemporary Motorsports               | Mike Conte Randy Pobst                       | Porsche 911 Carrera RSR    | ?     | 114           |
| 16     | GT        | 17 | Contemporary Motorsports               | Mike Conte Randy Pobst                       | Porsche 3.8 L Flat-6       | ?     | 114           |
| 17     | GT        | 6  | Prototype Technology Group             | Johannes van Overbeek Hans-Joachim Stuck     | BMW M3                     | Y     | 114           |
| 17     | GT        | 6  | Prototype Technology Group             | Johannes van Overbeek Hans-Joachim Stuck     | BMW 3.2 L I6               | Y     | 114           |
| 18     | GT        | 10 | Prototype Technology Group             | Boris Said Mark Simo                         | BMW M3                     | Y     | 114           |
| 18     | GT        | 10 | Prototype Technology Group             | Boris Said Mark Simo                         | BMW 3.2 L I6               | Y     | 114           |
| 19     | GTS       | 61 | Konrad Motorsport                      | Franz Konrad Charles Slater Simon Sobrero    | Porsche 911 GT2            | D     | 113           |
| 19     | GTS       | 61 | Konrad Motorsport                      | Franz Konrad Charles Slater Simon Sobrero    | Porsche 3.6 L Turbo Flat-6 | D     | 113           |
| 20 DNF | LMP       | 1  | Panoz Motor Sports                     | David Brabham Éric Bernard                   | Panoz LMP-1 Roadster-S     | M     | 112           |
| 20 DNF | LMP       | 1  | Panoz Motor Sports                     | David Brabham Éric Bernard                   | Ford (Élan-Yates) 6.0 L V8 | M     | 112           |
| 21     | GTS       | 55 | Saleen/Allen Speedlab                  | Terry Borcheller Ron Johnson                 | Saleen Mustang SR          | P     | 112           |
| 21     | GTS       | 55 | Saleen/Allen Speedlab                  | Terry Borcheller Ron Johnson                 | Ford 8.0 L V8              | P     | 112           |
| 22     | GT        | 22 | Alex Job Racing                        | Mike Fitzgerald Darryl Havens                | Porsche 911 Carrera RSR    | Y     | 111           |
| 22     | GT        | 22 | Alex Job Racing                        | Mike Fitzgerald Darryl Havens                | Porsche 3.8 L Flat-6       | Y     | 111           |
| 23     | GT        | 48 | Freisinger Motorsport                  | Kevin Buckler Philip Collin                  | Porsche 911 Supercup       | ?     | 108           |
| 23     | GT        | 48 | Freisinger Motorsport                  | Kevin Buckler Philip Collin                  | Porsche 3.6 L Flat-6       | ?     | 108           |
| 24     | GT        | 81 | Fordahl Motorsports                    | Steve Valentinetti Kimberly Hiskey John Hill | Porsche 911 Carrera RSR    | ?     | 104           |
| 24     | GT        | 81 | Fordahl Motorsports                    | Steve Valentinetti Kimberly Hiskey John Hill | Porsche 3.8 L Flat-6       | ?     | 104           |
| 25 DNF | GTS       | 56 | Martin Snow Racing                     | Martin Snow Kelly Collins                    | Porsche 911 GT2            | M     | 101           |
| 25 DNF | GTS       | 56 | Martin Snow Racing                     | Martin Snow Kelly Collins                    | Porsche 3.6 L Turbo Flat-6 | M     | 101           |
| 26 DNF | GT        | 53 | White Lightning Racing                 | Dale White Wade Gaughran                     | Porsche 911 Carrera RSR    | ?     | 101           |
| 26 DNF | GT        | 53 | White Lightning Racing                 | Dale White Wade Gaughran                     | Porsche 3.8 L Flat-6       | ?     | 101           |
| 27 DNF | GT        | 25 | RWS Motorsport                         | Hans-Jörg Hofer Luca Riccitelli              | Porsche 911 GT3 R (996)    | M     | 97            |
| 27 DNF | GT        | 25 | RWS Motorsport                         | Hans-Jörg Hofer Luca Riccitelli              | Porsche 3.6 L Flat-6       | M     | 97            |
| 28     | GT        | 03 | Reiser Callas Rennsport                | Grady Willingham Joel Reiser Craig Stanton   | Porsche 911 Carrera RSR    | P     | 97            |
| 28     | GT        | 03 | Reiser Callas Rennsport                | Grady Willingham Joel Reiser Craig Stanton   | Porsche 3.8 L Flat-6       | P     | 97            |
| 29     | GT        | 76 | Team ARE                               | Scott Peeler Mike Doolin                     | Porsche 911 Carrera RSR    | Y     | 96            |
| 29     | GT        | 76 | Team ARE                               | Scott Peeler Mike Doolin                     | Porsche 3.8 L Flat-6       | Y     | 96            |
| 30 DNF | LMP       | 29 | Intersport Racing                      | Spencer Trenery Paul Debban                  | Riley & Scott Mk III       | G     | 84            |
| 30 DNF | LMP       | 29 | Intersport Racing                      | Spencer Trenery Paul Debban                  | Ford (Roush) 6.0 L V8      | G     | 84            |
| 31 DNF | GTS       | 83 | Chiefie Motorsports                    | Zak Brown Stefano Buttiero                   | Porsche 911 GT2            | ?     | 52            |
| 31 DNF | GTS       | 83 | Chiefie Motorsports                    | Zak Brown Stefano Buttiero                   | Porsche 3.6 L Turbo Flat-6 | ?     | 52            |
| 32 DNF | LMP       | 27 | Doran Lista Racing                     | Didier Theys Mauro Baldi                     | Ferrari 333 SP             | M     | 47            |
| 32 DNF | LMP       | 27 | Doran Lista Racing                     | Didier Theys Mauro Baldi                     | Ferrari F310E 4.0 L V12    | M     | 47            |
| 33 DNF | LMP       | 28 | Intersport Racing                      | Jon Field Niclas Jönsson                     | Lola B98/10                | G     | 35            |
| 33 DNF | LMP       | 28 | Intersport Racing                      | Jon Field Niclas Jönsson                     | Ford (Roush) 6.0 L V8      | G     | 35            |
| 34 DNF | GT        | 02 | Reiser Callas Rennsport                | Johnny Mowlem David Murry                    | Porsche 911 Carrera RSR    | P     | 35            |
| 34 DNF | GT        | 02 | Reiser Callas Rennsport                | Johnny Mowlem David Murry                    | Porsche 3.8 L Flat-6       | P     | 35            |
| 35 DNF | LMP       | 20 | Dyson Racing                           | Butch Leitzinger Andy Wallace                | Riley & Scott Mk III       | G     | 22            |
| 35 DNF | LMP       | 20 | Dyson Racing                           | Butch Leitzinger Andy Wallace                | Ford 5.0 L V8              | G     | 22            |
| 36 DNF | LMP       | 38 | Champion Racing                        | Allan McNish Ralf Kelleners                  | Porsche 911 GT1 Evo        | M     | 19            |
| 36 DNF | LMP       | 38 | Champion Racing                        | Allan McNish Ralf Kelleners                  | Porsche 3.2 L Turbo Flat-6 | M     | 19            |
| 37 DNF | LMP       | 0  | Team Rafanelli SRL                     | Eric van de Poele Mimmo Schiattarella        | Riley & Scott Mk III       | Y     | 14            |
| 37 DNF | LMP       | 0  | Team Rafanelli SRL                     | Eric van de Poele Mimmo Schiattarella        | Judd GV4 4.0 L V10         | Y     | 14            |